# Strife (videogioco)
Strife è un videogioco del genere sparatutto in prima persona sviluppato da Rogue Entertainment e pubblicato da Velocity nel 1996 per MS-DOS. 
Il 12 dicembre 2014 è stato portato su Microsoft Windows, Mac OS e Linux con il titolo The Original Strife: Veteran Edition, e pubblicato su Steam, che contiene alcune migliorie tecniche rispetto alla versione originale.

## Trama
Un asteroide precipita sulla Terra, riportando la società del pianeta al medioevo. A seguito dell'impatto un pericoloso virus contenuto nell'asteroide, in grado di causare terribili mutazioni genetiche agli esseri umani e di trasformarli in mutanti, comincia a diffondersi sul pianeta. Approfittando del disordine, un gruppo di uomini costituisce una setta segreta chiamata L'Ordine che dopo la guerra prende il dominio del pianeta, ed ha come obiettivo di sostituire la razza umana con una stirpe di cyborg. 
Il giocatore impersona un mercenario che si troverà invischiato nella lotta tra i ribelli che intendono liberare la Terra dalla schiavitù e dalla tirannia della setta.

## Modalità di gioco
Il gioco è impostato essenzialmente su un modello RPG sebbene non vi siano particolari abilità da sviluppare, tuttavia offre una certa interattività con l'ambiente circostante ed una certa libertà nei dialoghi con gli NPC. Novità di rilievo è la struttura dei livelli che non è lineare, consentendo al giocatore di visitarli più volte, e viene introdotto il danaro - ottenibile uccidendo nemici, personaggi o completando le varie missioni (quests) affidate - necessario per acquistare armi, munizioni ed oggetti. È possibile inoltre terminare il gioco ottenendo tre finali differenti, a seconda delle scelte fatte dal giocatore.
Si svolge su un pianeta del tutto simile alla Terra; le principali locazioni sono castelli, basi militari, città, fabbriche, ed è ambientato in un mondo fantasy-futuristico-medievale, le armi a disposizione del giocatore sono sia antiche che futuristiche; come ad esempio una balestra, un fucile d'assalto, lanciarazzi, lanciafiamme, oltre a diversi oggetti richiamabili dall'inventario.
Le differenze rispetto a Doom possono essere così riassunte:
- non è suddiviso in livelli, bensì è dotato di un sistema a hub (come Hexen), dando al giocatore una discreta libertà di movimento;
- è possibile interagire con personaggi non giocanti, che possono influenzare la trama a seconda delle risposte date;
- è presente un inventario, dove finiscono gli oggetti raccolti che possono essere usati quando occorre;
- sono presenti infine elementi multimediali come video e voci dei personaggi digitalizzate.

## Dettagli tecnici
Il motore grafico del gioco è una versione ampiamente modificata del Doom Engine, il motore di Doom della id Software,chiamata inizialmente The Rogue Engine, ma poi non più citata. La versione uscita nel 2014 con il titolo di The Original Strife: Veteran Edition è stata aggiornata e migliorata sotto l'aspetto tecnico, in modo da funzionare nativamente sui moderni sistemi operativi: è stato aggiunto il supporto alle risoluzioni video widescreen e sono state aggiunte opzioni grafiche come antialiasing, luci dinamiche e la possibilità di associare liberamente i comandi da mouse, tastiera e gamepad, nonché il motion blur, introvabile in ogni "source port" di Doom. Sono state inoltre abilitate alcune opzioni che dovevano essere presenti nella versione originale, ma mai inserite.